# Typ 07 VL-ASROC
Die Typ 07 Vertical Launch Anti-submarine rocket (japanisch 07式垂直発射魚雷投射ロケット 07-shiki suichoku hassha gyorai tōsha roketto, deutsch ‚Senkrechtstarter Torpedo-Wurfrakete Typ 07‘) ist eine Anti-U-Boot-Rakete der japanischen Maritimen Selbstverteidigungsstreitkräfte.

## Beschreibung

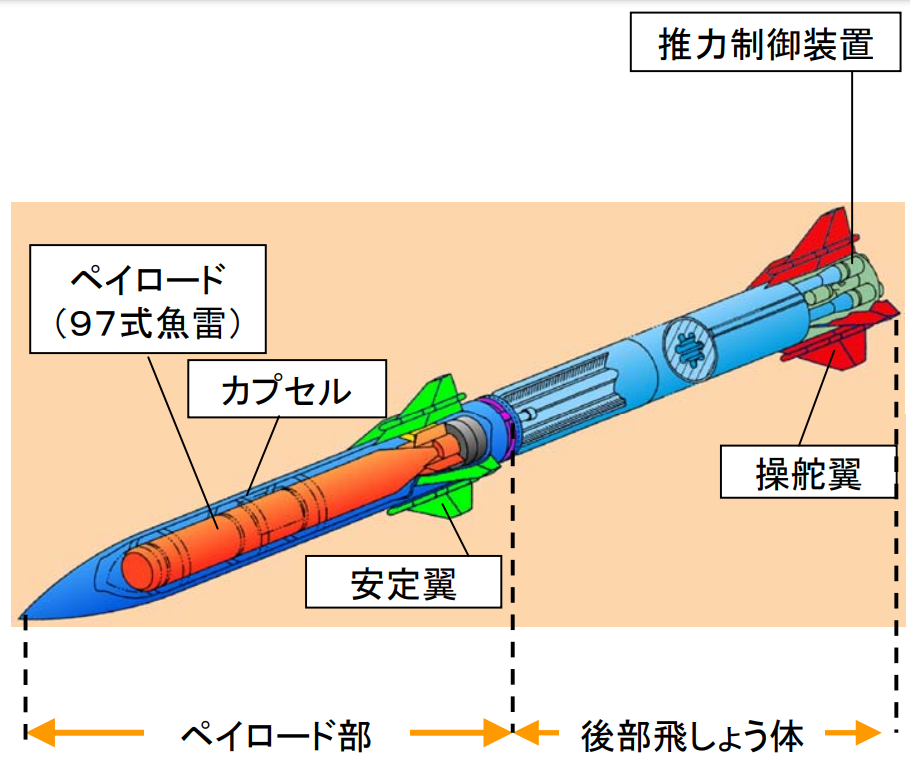
Zeichnerische Darstellung des Raketeaufbaus

Die vom Technical Research and Development Institute (japanisch 技術研究本部 Gijutsu Kenkyū Honbu) des japanischen Verteidigungsministeriums entwickelte und von Mitsubishi Heavy Industries produzierte Typ 07 VL-ASROC ist eine Kombination aus einem U-Jagd-Torpedo und einem Raketentreibsatz. Abgefeuert werden die Flugkörper aus einem Mk 41 Vertical Launching System. Anschließend fliegt die Rakete das Ziel zunächst über Wasser an, sprengt in Zielnähe ihr Raketentriebwerk ab und setzt den Torpedo per Fallschirm im Wasser ab. Dieser legt die verbleibende Strecke bis zum Ziel unter Wasser zurück.
Das Systems ergänzt bzw. ersetzt die bereits von Japan genutzten Systeme amerikanischen Ursprungs des Typs RUR-5 ASROC und RUM-139 VL-ASROC.

## Plattformen
- Maya-Klasse (Lenkwaffenzerstörer)
- Asahi-Klasse (U-Jagdzerstörer)
- Akizuki-Klasse (U-Jagdzerstörer)